# Slow River
Slow River est un roman de Nicola Griffith publié en 1995 chez Ballantine Books.

## Distinction
Le roman reçoit le prix Nebula du meilleur roman 1996.